# Arzenal
Arzenal (italijansko arsenale) je vojaški objekt, ki je namenjen izdelavi, popravilu in shrambi vojaške tehnike in opreme.

## Etimologija
Beseda se pojavlja v različnih oblikah v romanskih jezikih (od koder je nato emigrirala v germanske jezike) in sicer italijansko arsenale, špansko arsenal, pri čemer Italijani uporabljajo tudi arzana in darsena ter Španci tudi atarazana. Beseda pa izhaja iz arabščine kot popačenka besede as-sina'ah (dobesedno hiša proizvodnje). 